# Gonatorrhina paramonensis
Gonatorrhina paramonensis är en tvåvingeart som beskrevs av Roder 1886. Gonatorrhina paramonensis ingår i släktet Gonatorrhina och familjen parasitflugor.
Artens utbredningsområde är Colombia. Inga underarter finns listade i Catalogue of Life.